# Rhamnidium nipense
Rhamnidium nipense là một loài thực vật có hoa trong họ Táo. Loài này được Ignatz Urban miêu tả khoa học đầu tiên năm 1924.

## Phân bố
Loài này được tìm thấy tại ven dãy núi Nipe giữa Piedra Gorda và Woodfred trong các đồng cây bụi, tỉnh Oriente (nay thuộc tỉnh Holguín), miền đông Cuba.

## Mô tả
Cây bụi. Các cành thon búp măng, cành non nhẵn nhụi, có sọc đen. Các lá kèm giữa các cuống lá hình mác hẹp, đỉnh chẻ đôi ngắn, dài 3 mm, rất sớm rụng. Lá mọc đối, cuống lá dài 6 - 8 mm, hình trứng, đáy cắt cụt hoặc hình tim rất thấp, thu hẹp dần tới đỉnh, đỉnh nhọn hoặc tù với mấu nhọn rất ngắn, dài 3,5-5 cm, rộng 2-3 cm, gân giữa mặt trên ép rất hẹp, 6-7 gân mỗi bên, thanh mảnh, nổi rõ hai bên, lệch góc 40-70°, gân thấp nhất gần như nằm ngang, các gân trên dần dần dốc hơn, gân mắt lưới ở cả hai mặt đều nhỏ, mép nguyên, mặt trên bóng láng, màu xanh lục tối với các đốm không đều nổi rõ, mặt dưới màu xanh lục-vàng mờ với đốm đen, dạng giấy. Chỉ nhìn thấy cụm hoa đang mang quả, ở nách lá với cuống dài 6-12 mm phủ phấn trắng, 2-3 hoa; không thấy lá bắc; cuống hoa dài 5-7 mm, dày dần về phía trên. Toàn bộ đài hoa bền phía dưới quả; ống đài nửa hình cầu; thùy 5, hình tam giác, bên trong theo chiều dài hơi có gờ, thưa đốm màu đen, dài 1 mm. Không thấy cánh hoa. Quả hạch hình trứng ngược, vòi nhụy có mấu nhọn bền, dài 9 mm, dày 6,5 mm, vỏ quả ngoài dày ~0,5 mm. Hạt 1, hình trứng ngược-hình cầu; vỏ hạt dạng màng thưa đốm đen; không nội nhũ. Phôi thẳng, hình trứng ngược-hình cầu hơi nén; các lá mầm rất lồi, nhiều ngăn màu đen bóng nuôi dưỡng; rễ mầm nhọn thuôn tròn, ngắn hơn lá mầm 5 lần, phía dưới màu nâu đen.